# Тимофеев, Василий Иванович (Герой Советского Союза)
Василий Иванович Тимофеев (1915—1945) — старший сержант Рабоче-крестьянской Красной Армии, участник Великой Отечественной войны, Герой Советского Союза (1946).

## Биография
Василий Тимофеев родился 21 января 1915 года в селе Лукмос (ныне — Сапожковский район Рязанской области). Окончив пять классов школы, работал в колхозе. В 1937—1940 годах проходил службу в Рабоче-крестьянской Красной Армии, окончил полковую школу. Демобилизовавшись, проживал и работал в Электростали. Летом 1941 года Тимофеев повторно был призван в армию и направлен на фронт Великой Отечественной войны.
К февралю 1945 года старший сержант Василий Тимофеев командовал орудием 1663-го истребительно-противотанкового артиллерийского полка 38-й армии 4-го Украинского фронта. Отличился во время освобождения Польши. 11 февраля 1945 года расчёт Тимофеева отражал немецкую контратаку в районе села Ясенице, подбив 6 вражеских танков. В разгар боя, оставшись единственным в строю из всего расчёта, получивший тяжёлое ранение, Тимофеев подорвал ещё один немецкий танк. В том бою он погиб. Похоронен в Ясенице.
Указом Президиума Верховного Совета СССР от 15 мая 1946 года за «образцовое выполнение боевых заданий командования на фронте борьбы с немецкими захватчиками и проявленные при этом отвагу и геройство» старший сержант Василий Тимофеев посмертно был удостоен высокого звания Героя Советского Союза. Также был награждён орденами Ленина и Славы 3-й степени, рядом медалей. Навечно зачислен в списки личного состава воинской части.